# Estreito de Chongar

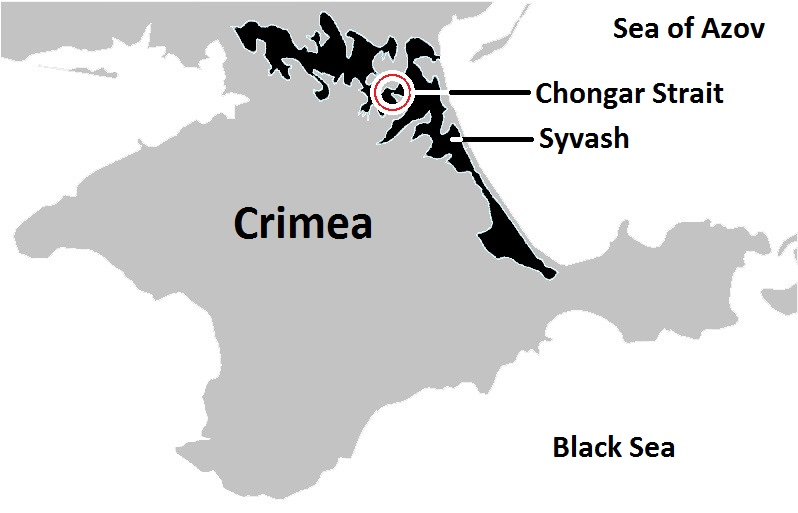

O estreito de Chongar ou Chonhar (em ucraniano:  Чонга́рська протока, transl. Chonhárska protoka; em russo:  Чонга́рский пролив, transl. Chongárskiy proliv; em tártaro da Crimeia:  Çonğar boğazı) é um estreito curto e raso que separa as porções leste e ocidental do Sivash, o sistema de lagoas rasas que separa a Crimeia do leste do istmo de Perekop. Desde a anexação da Crimeia pela Federação Russa em 2014, o estreito de Chongar faz parte da fronteira de facto entre a Ucrânia e a Rússia e foi militarizado. Após a construção da ponte da Crimeia, a Ucrânia propôs a construção de um canal entre a baía de Perekop, no mar Negro e o mar de Azov passando pelo estreito de Chongar, mas o projeto não foi implementado.